# Pseudopotamilla occelata
Pseudopotamilla occelata är en ringmaskart som beskrevs av Moore 1905. Pseudopotamilla occelata ingår i släktet Pseudopotamilla och familjen Sabellidae. Inga underarter finns listade i Catalogue of Life.